# Grenaa Sogn
Grenaa Sogn er et sogn i Norddjurs Provsti (Århus Stift).
Grenaa Sogn lå i Grenaa købstad, der ved kommunalreformen i 1970 blev kernen i Grenaa Kommune. Den indgik ved strukturreformen i 2007 i Norddjurs Kommune.

## Kirker
I Grenaa Sogn ligger Grenaa Kirke, hvis ældste dele stammer fra 1200-tallet. Simon Peters Kirke blev opført som forskole i 1912 og erhvervet af menighedsrådet i 1957 som en midlertidig kirke ved Grenaa Havn. Den er nu havnens rigtige kirke.

## Stednavne
I sognet findes følgende autoriserede stednavne:
- Bredstrup Mark (bebyggelse)
- Dolmer (bebyggelse, ejerlav)
- Fuglsang Hede (areal)
- Grenaa (bebyggelse)
- Grenaa Strand (bebyggelse)
- Hessel Hede (areal)
- Mellemstrup (bebyggelse)
- Ny Bredstrup (bebyggelse, ejerlav)
- Robstrup (bebyggelse, ejerlav)
- Robstrup Mark (bebyggelse)
- Rolshøj (areal)
- Tyvhøj (areal)
- Åstrup (bebyggelse, ejerlav)